# Ryne Sandberg
Ryne Dee Sandberg (Spokane, Washington, 18 de septiembre de 1959 - 28 de julio de 2025),  más conocido como Ryne Sandberg, fue un exjugador profesional estadounidense de béisbol que se desempeñó en la posición de segunda base en las Grandes Ligas de Béisbol (MLB). Es miembro del Salón de la Fama del Béisbol. Era apodado Rino.
Después de un titubeante comienzo en su carrera, Sandberg se hizo un nombre el 23 de junio de 1984, teniendo un juego de carrera que incluyó dos jonrones en lo que coloquialmente se conoció como el "Juego Sandberg". Después de eso, Sandberg se estableció como un perenne candidato al Juego de Estrellas y al Guante de Oro, haciendo 10 apariciones consecutivas en el Juego de Estrellas y ganando nueve Guantes de Oro consecutivos de 1983 a 1991. Su porcentaje de fildeo de .989 en su carrera fue un récord de Grandes Ligas en la segunda base cuando se retiró en 1997. Está empatado con José Altuve por la mayor cantidad de premios Silver Slugger para un segunda base con siete. En 2005, Sandberg fue elegido para el Salón de la Fama del Béisbol Nacional.
Después de su carrera como jugador, Sandberg entrenó en las ligas menores para las organizaciones de los Cachorros y los Filis. Después de servir brevemente como entrenador de base para los Filis, se convirtió en el gerente de los Filis a mediados de la temporada 2013, desempeñando el cargo hasta su renuncia a mediados de la temporada 2015.

## Carrera
Sandberg jugó como profesional una temporada en Philadelphia Phillies (1981), después pasó a Chicago Cubs, donde jugó quince temporadas (1982-1994, 1996-1997), y fue el equipo en el que se retiró.

## Reconocimiento
En 2005, ingresó como miembro al Salón de la Fama del Béisbol.